# Municipio de Acala
El municipio de Acala es un municipio del estado mexicano de Chiapas. Su cabecera municipal es Villa de Acala, se encuentra al centro del estado, posee una superficie de 295.6 km². Su nombre se interpreta como Lugar de canoas. Según el II Conteo de Población y Vivienda de 2005, el municipio cuenta con un 26,003 habitantes y se dedican principalmente al sector primario.

## Descripción geográfica

### Ubicación
Acala se localiza al centro del estado de Chiapas, entre las coordenadas 92° 48′ longitud oeste y 16° 33′ de latitud norte; a una altitud de 497 metros sobre el nivel del mar.
El municipio colinda al norte con los municipios de Zinacantán y Chiapa de Corzo; al noroeste con San Lucas y Chiapilla; al sureste con el municipio de Venustiano Carranza y Totolapa; al oeste con Chiapa de Corzo.

### Orografía e hidrografía
Su superficie está conformada generalmente por zonas planas, sus suelos se formaron en el periodo terciario y está conformado generalmente de regosol. Sus recursos hidrológicos son proporcionados por el río Grijalva y los afluentes: Nandamujú, Trapiche, Nandamilané, Nandayapa, Nandapungo, Nandayusí y Ceiba.

### Clima
El clima predominante es el subhúmedo, la temperatura media anual es de 26.2°, el régimen de lluvias que se registra en los meses de mayo a octubre es de 100 milímetros.

## Localidades
En el censo de 2020 el municipio de Acala contaba con 101 localidades.
| Código INEGI      | Localidad         | Población (2020) |
| ----------------- | ----------------- | ---------------- |
| 070020001         | Villa de Acala    | 15 001           |
| 070020070         | Unión Buenavista  | 1 891            |
| Otras localidades | Otras localidades | 4 295            |
| Total municipal   | Total municipal   | 21 187           |

## Cultura

### Sitios de interés
| - Parroquia municipal. - Río Grijalva. - CBTA 310-San Pedro Nichi - Iglesia Antigua - Estadio Municipal "Romeo González Espinoza" |

### Fiestas
Fiestas civiles
- Aniversario de la Independencia de México: 16 de septiembre.
- Aniversario de la Revolución mexicana: El 20 de noviembre.

Fiestas religiosas
- Semana Santa: Jueves y Viernes Santo.
- Día de la Santa Cruz: 3 de mayo.
- Fiesta en honor de la Virgen de Guadalupe: 12 de diciembre.
- Día de Muertos: 2 de noviembre.
- Fiesta a San Isidro: 17 de mayo
- Fiesta a San Pablo: 25 de enero
- Fiesta a La Virgen María de Candelaria (2 de febrero)
- Fiesta a Santa Lucía: 13 de diciembre
- Fiesta a Santa Cecilia: 22 de noviembre
- Fiesta a San Pedro: 29 de junio
- Fiesta a San José Copalar: 19 de marzo
- Fiesta a Santa Isabel: 17 de juni
- niño Dios 24 de diciembre
- Niño Florerito: 25 de diciembre
- Vivas Acala: 23 de diciembre

## Gobierno
Su forma de gobierno es democrática y depende del gobierno estatal y federal; se realizan elecciones cada 3 años, en donde se elige al presidente municipal y su gabinete. 
El municipio cuenta con 165 localidades, las cuales dependen directamente de la cabecera del municipio, las más importantes son:  Acala (cabecera municipal), Adolfo López Mateos, Alfaro, Agua Dulce (Buenos Aires), La Nueva Esperanza, Nuevo Poblado Concepción, Las Grutas, Los Laureles, Las Margaritas, Nandamuju, Plan del Higo, El Recreo, El Recuerdo, El Paquesch, Rizo de Oro, El Rosarito, San Joaquín, San Pedro Nichi, Unión Buenavista y Luis Echeverría.

### Personajes ilustres
- Inocente Natividad Velasco Lara. Presidente municipal en el periodo 1968-1970, hizo el parque central, luchador incansable de los derechos de los pobres.
- Pablo Cruz López. 2 veces presidente municipal, impulsor de la educación y derechos de los campesinos.
- Ángel Robles Ramírez. Político.
- Alberto Ríos Domínguez. Maestro.
- Javier Alejandro Martínez Nataren. Impulsor de la cultura chiapaneca.
- Eraclio Molano. Músico y compositor.
- Pablo Saúl Cruz Lopez. Músico y compositor.
- Víctor Urbina.
- Carmen Méndez.
- José Franco Majata.
- Manuel Cruz Cervantes.
- Leopoldo Grajales Ordóñez.
- Yucundo Bonifacio Ruiz Molina (Cronista)